# 사우스오스트레일리아 주립 미술관
1881년 내셔널 갤러리 오브 사우스오스트레일리아(National Gallery of South Australia)라는 이름으로 설립된 사우스오스트레일리아 주립 미술관(Art Gallery of South Australia, AGSA)은 애들레이드에 위치해 있다. 이곳은 사우스오스트레일리아 주에서 가장 중요한 시각 예술 미술관이다. 약 45,000점의 미술품을 소장하고 있어 오스트레일리아에서 두 번째로 큰 주립 미술 컬렉션이다 (빅토리아 국립 미술관에 이어). 노스 테라스 문화 구역의 일부로서, 미술관은 서쪽으로 사우스오스트레일리아 박물관, 동쪽으로 애들레이드 대학교와 인접해 있다.
특히 오스트레일리아 예술 컬렉션으로 유명한 상설 컬렉션 외에도, AGSA는 매년 현대 오스트레일리아 원주민 및 토레스 해협 섬사람 예술 축제인 타르난티를 개최하고, 매년 여러 순회 전시를 선보이며, 지역 갤러리에 순회 전시를 기여하기도 한다. 유럽(영국 미술 포함), 아시아, 북아메리카 예술도 컬렉션에 잘 반영되어 있다.

## 역사

### 설립
1856년에 설립된 사우스오스트레일리아 예술 학회(South Australian Society of Arts)는 현존하는 가장 오래된 미술 학회로, 사우스오스트레일리아 연구소 건물에서 연례 전시회를 개최하며 공공 미술 컬렉션을 옹호했다. 1880년 의회는 연구소에 컬렉션 확보를 시작하기 위해 2,000파운드를 지원했고, 내셔널 갤러리 오브 사우스오스트레일리아는 1881년 6월에 설립되었다 멜버른 국제 박람회에서 구매한 22점의 작품과 빅토리아 여왕, 웨일스 왕자, 영국 정부 및 개인 수집가들이 대여한 다른 작품들을 포함했다. 이 미술관은 공공 도서관의 두 방(현재 주립 도서관의 모트록 윙)에서 빅토리아 공주 알버트와 조지 왕자에 의해 개관되었다.
1889년 컬렉션은 주빌리 전시 건물로 이전되었고, 그곳에서 10년 동안 머물렀다.
1897년 3월 6일 토마스 엘더 경이 사망하면서 미술품 구매를 위해 미술관에 25,000파운드를 유증했다.
엘더의 유증은 NGV에 대한 펠튼 유증보다 7년 앞선 것으로, 오스트레일리아 미술관에 대한 최초의 주요 기부였다.

### 건물
엘더 유증에 응답하여 정부는 특별히 설계된 건물(현재 엘더 윙)을 의뢰하고 경제 불황기에 숙련공들에게 일자리를 제공하기 위해 최대한 신속하게 추진했다.
이 건물은 C. E. 오웬 스미스가 고전 부흥 양식으로 설계했으며, 트루젠 형제가 건설했으며, 1900년 4월 7일 총독 할람 테니슨에 의해 개관되었다.
원래 폐쇄된 포르티코로 지어졌으나, 1936년 개보수 및 확장을 통해 개방형 도리스 포르티코를 갖춘 새로운 파사드가 추가되었다.
1962년 (북측에 3층 규모의 냉방 시설 증축 포함), 1979년 (1981년 100주년 기념에 맞춰 일반 개보수), 1996년 (대규모 확장) 주요 증축으로 갤러리의 전시, 행정 및 부속 시설이 더욱 확장되었다.
이 건물은 사우스오스트레일리아 문화유산 등재 목록에 등재되어 있다.
2019년 기준, 이 건물은 사우스오스트레일리아 주정부 스토리지 시연 프로젝트의 일환으로 64kWh 상당의 태양광 배터리 저장 장치를 보유하고 있으며, 세 대의 7.5kW Selectronic 인버터로 전원을 공급받는다. 이를 통해 주 전력망에서 소비되는 전력이 줄어든다.

### 지배 구조
1939년, 의회법인 1939년 도서관 및 연구소법(Libraries and Institutes Act 1939)은 공공 도서관, 박물관 및 미술관 및 연구소법(Public library, Museum and Art Gallery and Institutes Act)을 폐지하고 갤러리를 공공 도서관(현재 사우스오스트레일리아 주립 도서관)과 박물관에서 분리하여 자체 이사회를 설립하고 명칭을 사우스오스트레일리아 주립 미술관으로 변경했다.
도서관 관리를 위해 1939년 예술 갤러리법이 통과되었다. 이후 여러 차례 개정되었다.
1967년 내셔널 갤러리 오브 사우스오스트레일리아는 명칭을 사우스오스트레일리아 주립 미술관으로 변경했다.
1996년경부터 2018년 말까지 아츠 SA (이후 아츠 사우스오스트레일리아)는 이 미술관과 박물관 및 주립 도서관과 같은 몇몇 다른 법정 공사를 책임졌으며, 이후 그 기능은 총리 및 내각 부서, 예술 및 문화 섹션의 직접적인 감독으로 이전되었다.
크리스토퍼 멘츠는 2010년까지 갤러리 관장이었으나, 갤러리에 대한 정부 지원이 부족하다고 판단하여 5년 계약 갱신을 거부했다.
닉 미체비치는 2010년 7월 관장으로 임명되었는데, 당시 SA에서는 거의 알려지지 않은 인물이었다. 그는 거대한 야망을 가졌고, AGSA를 운영한 8년 동안 큰 인상을 남겼다. 이 기간 동안 그는 대중에게 깊은 인상을 줄 작품들을 수집하고 의뢰했는데, 예를 들어 2012년 애들레이드 프린지 기간 동안 갤러리 파사드에 AES+F의 비디오 작품을 투영하거나, AGSA 130주년 기념으로 벤 퀼티의 그림 16점 전체를 구매하기도 했다. 그는 또한 벨기에 작가 베를린데 드 브뤼케레의 머리 없는 말 두 마리를 그린 에폭시 수지 조각인 《We Are All Flesh》를 갤러리 천장에 매달아 언론의 큰 주목을 받았다. 그의 전반적인 접근 방식은 현대 작품을 고전 작품과 근접하게 전시하는 것이었다. 비록 몇몇 반대자들도 있었지만, 대체적인 의견은 그가 AGSA에서 훌륭한 일을 해냈다는 것이었다. 그의 성과로는 매우 성공적인 2014년 애들레이드 비엔날레 기획, 카미유 피사로의 《에라니 평원》 구매(순전히 기부금으로 450만 오스트레일리아 달러 가격을 모금), 갤러리의 주요 내부 개보수 감독, 타르난티 축제 도입, 대규모 전시 개최, 현대 오스트레일리아 및 국제 미술 컬렉션 대폭 증가 등이 있다. 연간 방문객 수는 2010년 48만 명에서 그가 떠날 무렵 80만 명으로 증가했다. 그는 오스트레일리아에서 처음으로 출처 프로젝트를 시행한 갤러리 관장이었는데, 이는 역사적 검증 없이 취득한 오래된 물건들을 조사하는 프로젝트였다.
2018년 4월 오스트레일리아 국립 미술관을 이끌기 위해 떠난 미체비치 관장 후임으로, AGSA 역사상 첫 여성 관장이 임명되었다. 그 해 10월 22일 오스트레일리아 출신의 라나 데븐포트가 임기를 시작했는데 2013년부터 관장을 맡았던 오클랜드 아트 갤러리를 떠난 뒤였다. 2024년 3월 데븐포트는 6년 임기를 마친 후 2024년 7월 7일 계약이 종료되면 떠날 것이라고 발표했다.
2024년 6월, 2011년 프로젝트 큐레이터로 미술관에 합류하여 2015년 예술 프로그램 부관장으로 임명된 리사 슬레이드는 멜버른 대학교 휴 램지 오스트레일리아 미술사 석좌 교수로 임명되어 2024년 7월 3일자로 떠난다고 발표했다. 이 직책은 문화 및 커뮤니케이션 학부 미술사 프로그램에 속해 있다.
2025년 2월, 질롱 갤러리, 하이데 현대 미술관, 모나쉬 갤러리 오브 아트의 전 관장인 제이슨 스미스가 AGSA 관장 임기를 시작했다.

## 컬렉션
2019년 5월년 기준, AGSA 컬렉션은 거의 45,000점의 미술품으로 구성되어 있다. 주립 갤러리 중에서는 빅토리아 국립 미술관만이 더 크다. 매년 약 512,000명의 방문객이 찾는다.

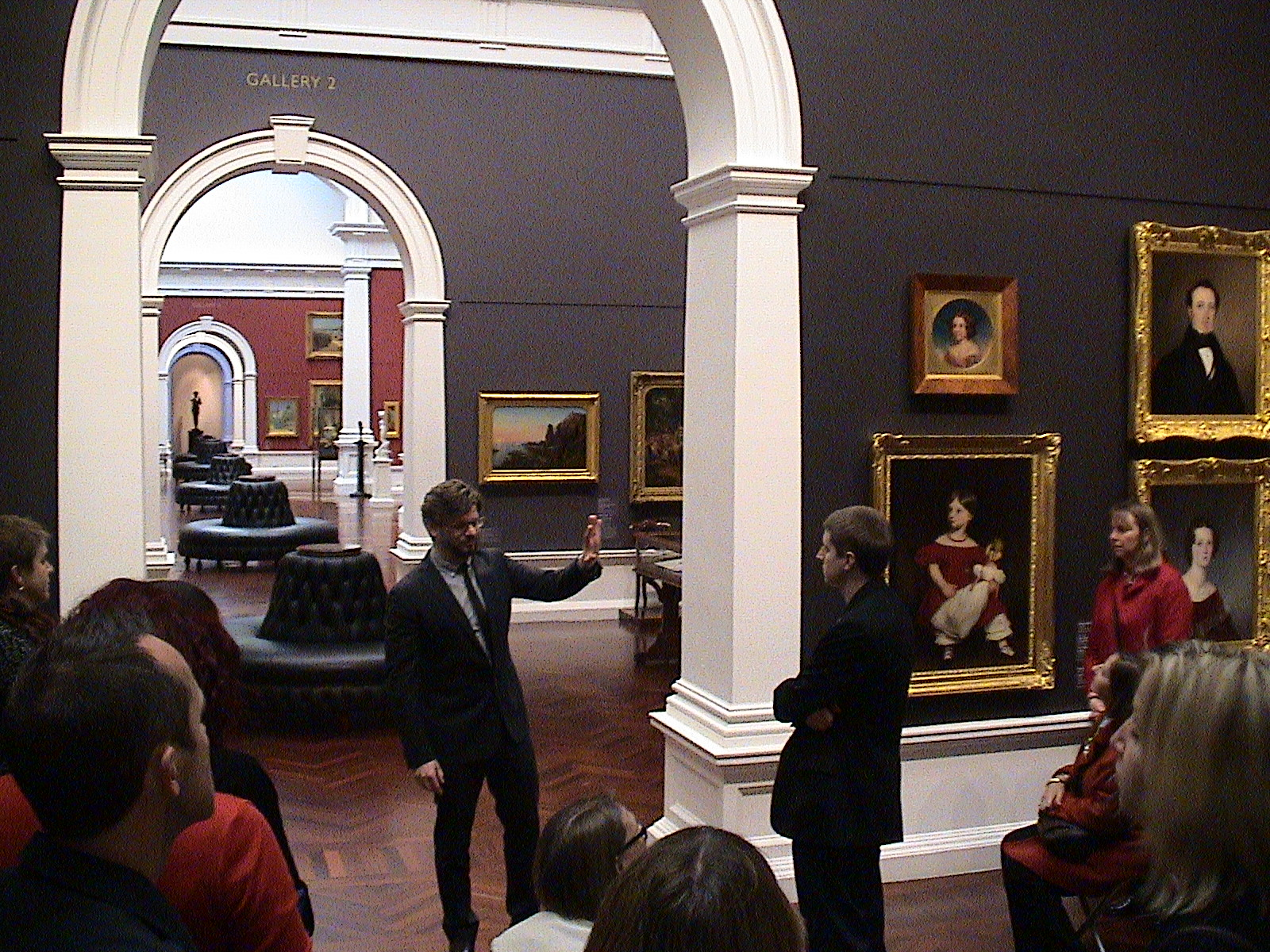
AGSA 관장 닉 미체비치가 2012년 뮤지엄 오스트레일리아 컨퍼런스 참석자들에게 연설하는 모습

린디 리의 6미터(20피트) 높이 조각품 "별들의 삶(The Life of Stars)"은 2018년 비엔날레 '분할된 세계(Divided Worlds)'를 위해 제작된 후 미술관 앞마당에 설치되어 있다. 2015년 상하이에서 제작된 이 조각품의 광택 스테인리스 스틸 표면은 낮에는 주변 환경을 반사하고 밤에는 빛을 발산한다. 리가 개별적으로 배치한 30,000개가 넘는 천공 구멍은 내부에서 빛이 비출 때 우리 은하의 지도를 닮았다. 이 조각품은 2018년 4월 퇴임하는 관장 닉 미체비치에게 보내는 작별 "선물"이자 헌정으로 갤러리에서 구입했다.

### 오스트레일리아 미술

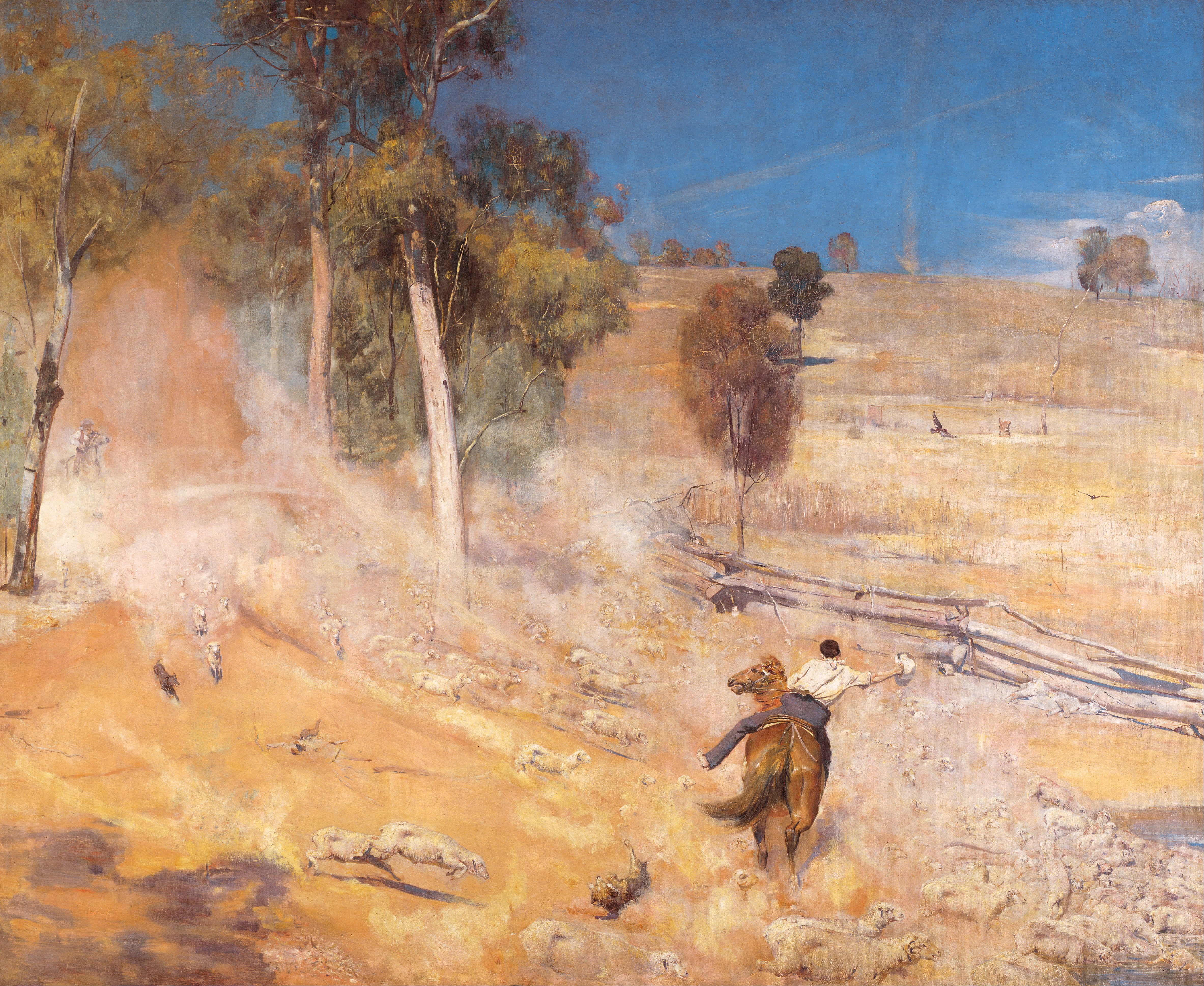
톰 로버츠, 《달아나다!》, 1891

이 미술관은 약 1800년 이후의 오스트레일리아 원주민 미술 및 식민지 미술을 포함한 오스트레일리아 미술 컬렉션으로 유명하다. 컬렉션은 19세기 작품(은공예품 및 가구 포함)과 특히 오스트레일리아 인상주의(종종 하이델베르크 학파로 지칭됨) 회화에 강하다. 20세기 근대 미술 컬렉션에는 많은 여성 예술가들의 작품이 포함되어 있으며, 2,000점의 한스 헤이센 드로잉과 많은 사진 컬렉션을 포함한 사우스오스트레일리아 미술의 대규모 컬렉션이 있다.
이 갤러리는 1939년 오스트레일리아 갤러리 중 최초로 원주민 예술가 작품을 소장했으나, 오스트레일리아 원주민 및 토레스 해협 섬사람 예술에 대한 체계적인 소장은 1950년대 중반까지 실현되지 않았다. 현재 갤러리는 SA 북부에서 활동하는 아낭구족 예술가들이 공동 제작한 《쿨라타 티투아(Kulata Tjuta)》를 포함하여 다양하고 방대한 고전 및 현대 작품 컬렉션을 보유하고 있다.

### 국제
유럽 풍경화에는 야콥 이삭스존 판 라위스달, 살로몬 판 라위스달, 조지프 라이트 오브 더비, 및 카미유 피사로의 작품이 포함된다. 다른 유럽 작품으로는 고야, 프란체스코 과르디, 폼페오 바토니, 카미유 코로의 그림이 있다.
영국 미술 대규모 컬렉션이 있으며, 에드워드 번존스, 윌리엄 홀먼 헌트, 단테 가브리엘 로세티, 모리스 & Co. 예술가들의 많은 라파엘 전파 작품이 포함된다. 다른 작품으로는 존 윌리엄 워터하우스의 《질투하는 키르케》(1892년)와 《호노리우스 황제의 총신》(c.1883년), 윌리엄 홀먼 헌트의 《그리스도와 두 마리아》(1847년)와 《부활하신 그리스도와 아리마대 요셉의 정원에 있는 두 마리아》(1897년), 존 콜리어의 《델포이 여사제》(1891년)가 있다. 영국 초상화가들의 작품으로는 로버트 피크, 안토니 반 다이크, 피터 렐리, 토머스 게인즈버러의 작품이 있다.
조각에는 로댕, 헨리 무어, 바버라 헵워스, 제이콥 엡스타인, 토마스 히르슈호른의 작품이 포함된다.
1904년에 시작된 아시아 미술 컬렉션은 전 지역의 작품을 포함하며, 특히 근대 이전 일본 미술, 동남아시아 미술, 인도, 중동에 중점을 둔다. 이 미술관은 오스트레일리아에서 유일하게 이슬람 미술 상설 전시를 개최한다.

## 전시회 및 협업
AGSA는 상설 컬렉션 외에도 애들레이드 오스트레일리아 미술 비엔날레를 개최하고, 매년 여러 순회 전시를 선보이며, 지역 갤러리에 순회 전시를 기여하기도 한다.

### 애들레이드 오스트레일리아 미술 비엔날레
애들레이드 비엔날레는 "현대 오스트레일리아 미술만을 선보이는 유일한 주요 비엔날레"이며, 현대 오스트레일리아 미술을 다루는 가장 오래된 전시회이기도 하다. 이 전시회는 오스트레일리아 위원회와 기타 후원사들의 지원을 받는다. 애들레이드 축제와 협력하여 AGSA와 파트너 갤러리인 샘스태그 박물관, 그리고 애들레이드 식물원, 머큐리 시네마, 잼팩토리 등 다른 장소에서도 개최된다.
애들레이드 비엔날레는 1990년에 설립되었으며, 1982년에 시작되어 당시 애들레이드 예술 축제 프로그램에서 시각 예술에 대한 빈약한 보도를 상쇄하는 데 도움이 되었던 작가 주간과 동시에 계획되었다. 뉴사우스웨일스 주립 미술관은 1981년에 오스트레일리아 미술을 다루는 Australian Perspecta 전시회를 도입했으며, 이는 국제 시드니 비엔날레와 격년으로 개최되어 오스트레일리아 미술에 더 많은 포럼을 제공할 필요에 대한 응답이었다. 1990년 첫 회에는 뉴욕시의 휘트니 비엔날레를 모방하여 시드니 비엔날레 및 Australian Perspecta 전시회를 보완하기 위해 애들레이드 비엔날레가 시작되었다. 당시 관장 대니얼 토머스는 오스트레일리아를 최신 상태로 유지하기 위해 비엔날레를 도입했다고 말했다. 축제는 국제 및 주간 방문객을 유치하며, 이 관객에게 현대 오스트레일리아 미술을 소개하기에 좋은 시기였다. 현재 국립 미술관에 작품이 소장된 피오나 홀과 같은 예술가들이 첫 비엔날레에서 소개되었다. 오늘날 전시회는 여전히 토머스의 비전을 투영하고 있으며, 가장 눈에 띄는 차이점은 현재 버전이 주제와 눈길을 끄는 제목을 가지고 있다는 점이다.

#### 선택된 행사
2014년 비엔날레는 변화하는 국가적 감수성을 탐구하는 '어두운 심장'이라는 제목으로 닉 미체비치 관장이 기획했으며 28명의 작가가 전시했다.
2016년, 미술관은 대규모 "비엔날레 2016" 미술 축제에 "마법의 오브제" 전시로 참가했다.
2018년 제목은 "분할된 세계"로, "아이디어와 이념 사이, 지리와 지역 사이, 공동체와 국가 사이, 그리고 경험과 현실에 대한 주관적 및 객관적 관점 사이의 분할"을 설명하는 것을 목표로 했다. 장소로는 애들레이드 식물원의 산토스 경제 식물 박물관이 포함되었다. 에리카 그린 큐레이터 아래 93일 동안 24만 명 이상의 방문객을 기록하며 기록적인 인파를 끌어모았다.
2020년 비엔날레(2020년 2월 29일부터 6월 8일까지 예정)의 큐레이터는 2016년에 임명된 첫 현대 미술 큐레이터 리 로브였다. 제목은 "몬스터 극장"으로, "서로, 환경, 기술과의 관계"를 탐구하며 많은 라이브 아트를 특징으로 했다. 23명의 작가들의 회화, 사진, 조각, 직물, 영화, 비디오, 사운드 아트, 설치, 퍼포먼스 아트가 선보였으며, 압둘 압둘라, 스텔락, 데이비드 누넌, 개리 스튜어트 및 오스트레일리아 무용단의 작품도 포함되었다. 메건 코프, 칼라 디킨스, 줄리아 로빈슨, 퍼포먼스 예술가 마이크 파, 폴리 보랜드, 윌로 S. 와일랜드, 요니 스카스 (식물원 내 옛 애들레이드 정신병원 영안실 건물에 작품 《죽은 집에서》를 설치한) 등이 있다. 그러나 AGSA는 오스트레일리아의 코로나19 범유행으로 인해 2020년 3월 25일부터 일시적으로 문을 닫았으므로, 일부 전시물은 온라인으로 전시되었고 전시 가상 투어도 제공되었다. 미술관이 6월 8일에 재개관했을 때, 전시 기간이 2020년 8월 2일까지 연장될 것이라고 발표되었다.
2022년 행사는 《Free/State》라고 불렸으며, 2월에 사망한 호세인 발라마네시와 그의 아내 안젤라 발라마네시의 작품 등을 특징으로 했다. 3월 4일부터 6월 5일까지 열렸으며, 시드니에 기반을 둔 부라마타갈족 남성 세바스찬 골드스핑크가 큐레이팅했다. 이 주제는 "자유 식민지"로서의 사우스오스트레일리아 역사를 영감으로 삼았으며, 존재와 심리 상태, 그리고 자유의 상반된 아이디어와도 공명했다. 다른 작가로는 숀 글래드웰, JD 리포머, 톰 폴로, 로다 티차이타이, 스타니슬라바 핀추크, 그리고 공동 작업자 제임스 타일러와 레베카 셀릭이 포함된다.

### 타르난티
2015년부터 AGSA는 현대 오스트레일리아 원주민 및 토레스 해협 섬사람 예술 축제인 타르난티 (타르난디 발음) 관련 행사를 주최하고 지원해 왔다. 2015년 전시회는 "134년 역사상 가장 야심찬 오스트레일리아 원주민 및 토레스 해협 섬사람 예술 전시회"라고 평가받았다. 사우스오스트레일리아 주정부 및 BHP와 협력하여 격년(홀수 해)으로 도시 전역에서 대규모 축제가 열리며, 그 사이 해에는 미술관에서 집중 전시가 진행된다.

### 기타 주요 전시

#### 1906: 《세상의 빛》
1906년 윌리엄 홀먼 헌트의 《세상의 빛》이 전시되었을 때, 2주도 안 되는 기간 동안 18,168명의 방문객이 미술관을 방문했다.

## 후원 및 상
다이애나 램지(1926년 5월 7일 – 2017년)와 그녀의 남편 제임스 램지(1923년 – 1996년)는 미술 애호가였으며, 미술관에 아낌없이 기부했다. 2021년 기준, 미술관은 그들의 관대함 덕분에 바네사 벨, 클라리스 베켓, 안젤리카 카우프만, 카미유 피사로의 그림을 포함하여 100점이 넘는 작품을 취득했다. 다이애나는 2016년, 그녀가 사망하기 1년 전에 램지 미술상을 시작했으며, 부부의 유산은 2008년에 설립된 제임스 & 다이애나 램지 재단에 남아 있다. 유산은 제임스의 1994년 유언에 의해 설립되었으며, 2017년 다이애나의 사망 시 제임스의 전 재산과 다이애나의 일부가 유증되었다. 이 재단은 어린이 및 가족 프로그램을 지원하며, 2013년 프로그램 시작 이후 30만 명 이상의 어린이와 가족이 AGSA를 방문했다. 2019년 11월, 부부가 주요 작품 구매를 위해 AGSA에 3800만 오스트레일리아 달러를 유증했다고 발표되었다. 이는 오스트레일리아 미술관에 이루어진 가장 큰 규모의 유증 중 하나였다. 가족의 재산은 주로 제임스의 삼촌인 윌리엄 덕분에 축적되었는데, 그는 키위 구두약 개발을 담당했으며, 그의 예술가 형 휴 램지는 가족의 시각 예술에 대한 사랑에 영향을 미쳤다. 제임스의 아버지는 저명한 외과 의사인 존 램지 경이었다.

### 램지 미술상
2016년, 사우스오스트레일리아 주 총리, 제이 웨더릴이 새로운 국립 10만 달러 상금 미술 공모전을 발표했다. 40세 이하의 오스트레일리아 작가들을 대상으로 하며, 어떤 매체로 작업하든 참여할 수 있다. 제임스 & 다이애나 램지 재단의 지원(다이애나의 90번째 생일에 시작)을 받으며, 격년으로 개최되는 이 공모전은 오스트레일리아에서 가장 상금이 많은 미술 공모전이다. 국제 심사위원단이 선정하며, 모든 최종 후보작은 겨울 동안 미술관에서 주요 전시로 선보인다. 또한 대중 투표에 기반한 비구매 상인 립만 카라스 대중의 선택 상이 있으며, 상금은 15,000달러이다.

#### 2017
첫 해에는 450명 이상의 젊은 작가가 참가했다. 전시회에 선정된 21명의 최종 후보 중 퍼스 출신의 작가 사라 콘토스, 현재 시드니에서 활동하며, '사라 콘토스 presents: 긴 작별 키스(Sarah Contos Presents: The Long Kiss Goodbye)'라는 작품으로 상을 수상했다. 쥘리 프라거의 2016년 그림 '거위 추적: 우리 모두 여기 그리고 아무 데도 아닌 곳(Goose Chase: All of Us Together Here and Nowhere)'은 19세기 오스트레일리아로 이민 온 그녀의 첫 친가 조상 안토니오 데 프라가의 이야기를 탐구하며 대중의 선택 상을 수상했다.

#### 2019
2019년, 350점의 출품작 중에서 23명의 최종 후보가 선정되었다. 빈센트 나마티라는 2018년 작품 《Close Contact》으로 대상을 수상했는데, 이는 남성의 양면 전신 형상을 합판에 아크릴 물감으로 그린 것이다. 대중의 선택 상 수상자는 24세의 짐바브웨 출신 피에르 무케바(가장 어린 최종 후보)로, 어린 시절 온 가족이 오토바이 한 대에 위태롭게 올라 교회에 가던 기억에서 영감을 받은 3미터 x 4미터 크기의 그림 '교회 가는 길(Ride to Church)'이었다.

#### 2021
2021년에는 350개 이상의 출품작 중에서 24명의 최종 후보가 선정되었다. 사우스오스트레일리아주 출신 최종 후보로는 음악가이자 화가인 자카라이아 필딩(듀오 일렉트릭 필즈 출신)의 작품과 포트 오거스타 작가 후아넬라 매켄지의 《Yurndu (Sun)》, 그리고 멜버른에 기반을 둔 이란 사진가 호다 아프샤르의 시리즈 《Agonistes》도 선정되었다. 상은 사우스오스트레일리아주 작가 케이트 보후니스가 《edge of excess》, 키네틱 조각 작품으로 수상했으며, 호다 아프샤르는 사진 작품 《Agonistes》로 대중의 선택 상을 수상했다.

#### 2023
2023년에는 300점 이상의 출품작 중 26명의 최종 후보가 선정되었다. 사우스오스트레일리아주 작가 아이다 소피아는 비디오 설치 작품 《witness》로 상을 수상했다. 자카라이아 필딩은 다중 패널 작품 《Wonder Drug》로 15,000달러의 대중의 선택 상을 수상했다.

### 길드하우스 펠로우십
길드하우스 펠로우십은 제임스 & 다이애나 램지 재단의 지원을 받으며 AGSA와 협력하여 진행된다. 2019년에 시작된 이 펠로우십은 중견 예술가들을 대상으로 하며, 연구를 확장하고 창의적 잠재력을 더욱 탐구할 기회를 지원한다. 연구 및 개발을 지원하기 위해 35,000달러를 제공하며, 새로운 작품 제작을 포함하여 미술관에서 취득하게 된다.
펠로우십 역대 수상자:
- 2019: 트로이 앤서니 베일리스
- 2020: 세라 워터스, 섬유 예술가
- 2021: 리암 플레밍, 유리 예술가
- 2022: 톰 필립스, 화가
- 2023: 교코 하시모토, 보석 디자이너
- 2024: 미셸 니쿠, 조각가[79]

## 갤러리
선택된 오스트레일리아 작품

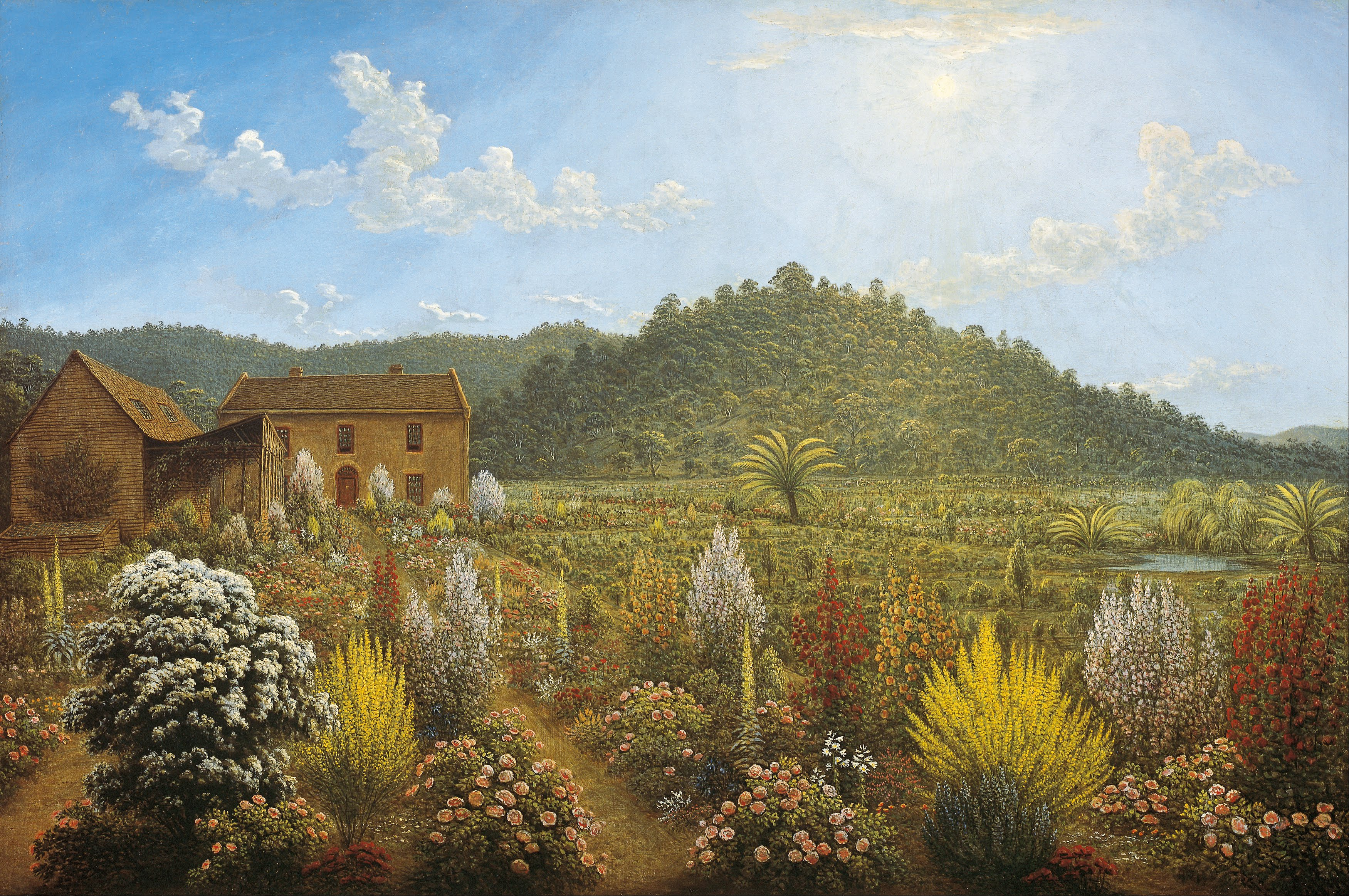
존 글로버, 《밀스 플레인스, 반 디멘스 랜드에 있는 작가의 집과 정원 풍경》, 1835
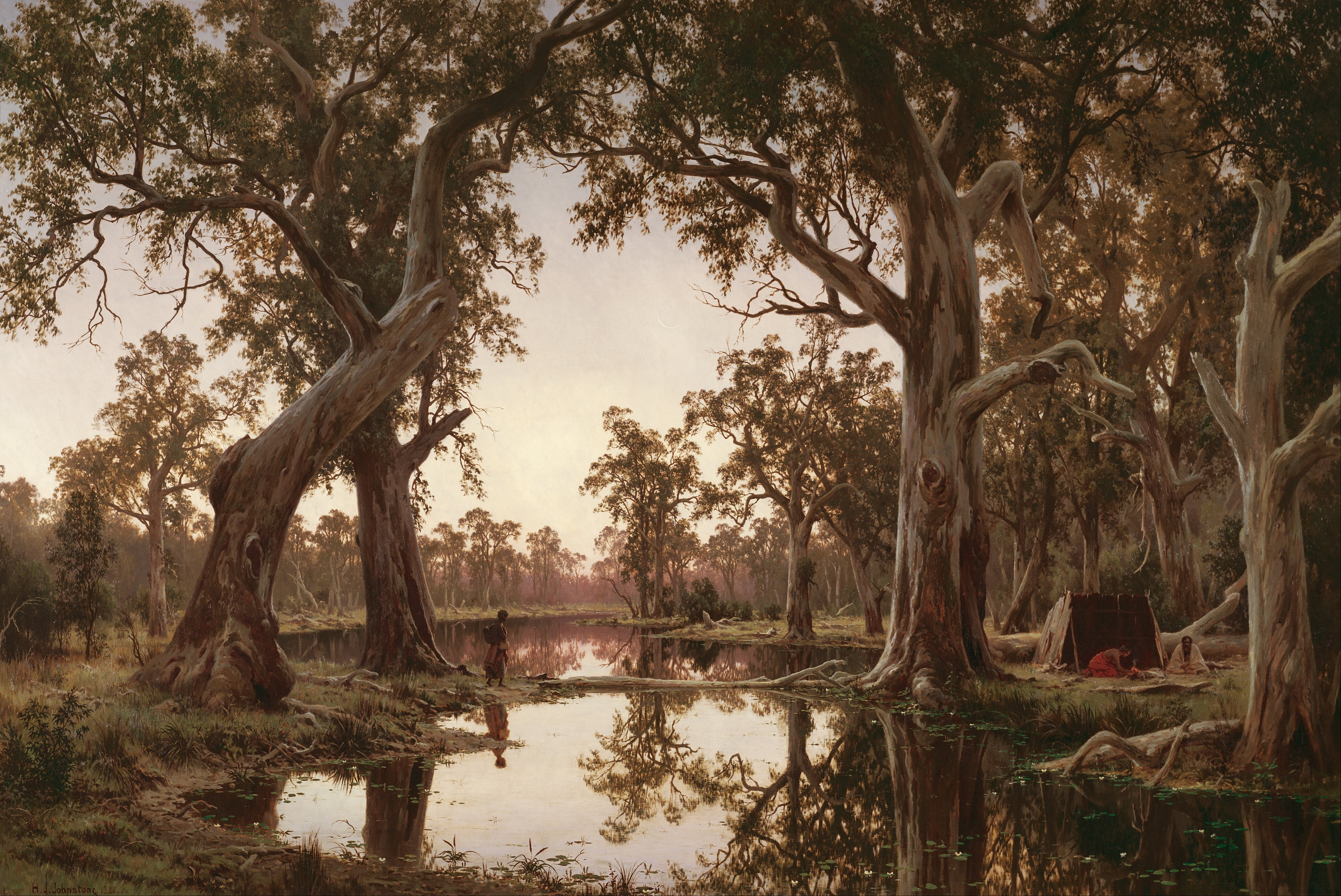
H. J. 존스톤, 《저녁 그림자, 머레이 강 뒤쪽, 사우스오스트레일리아》, 1880
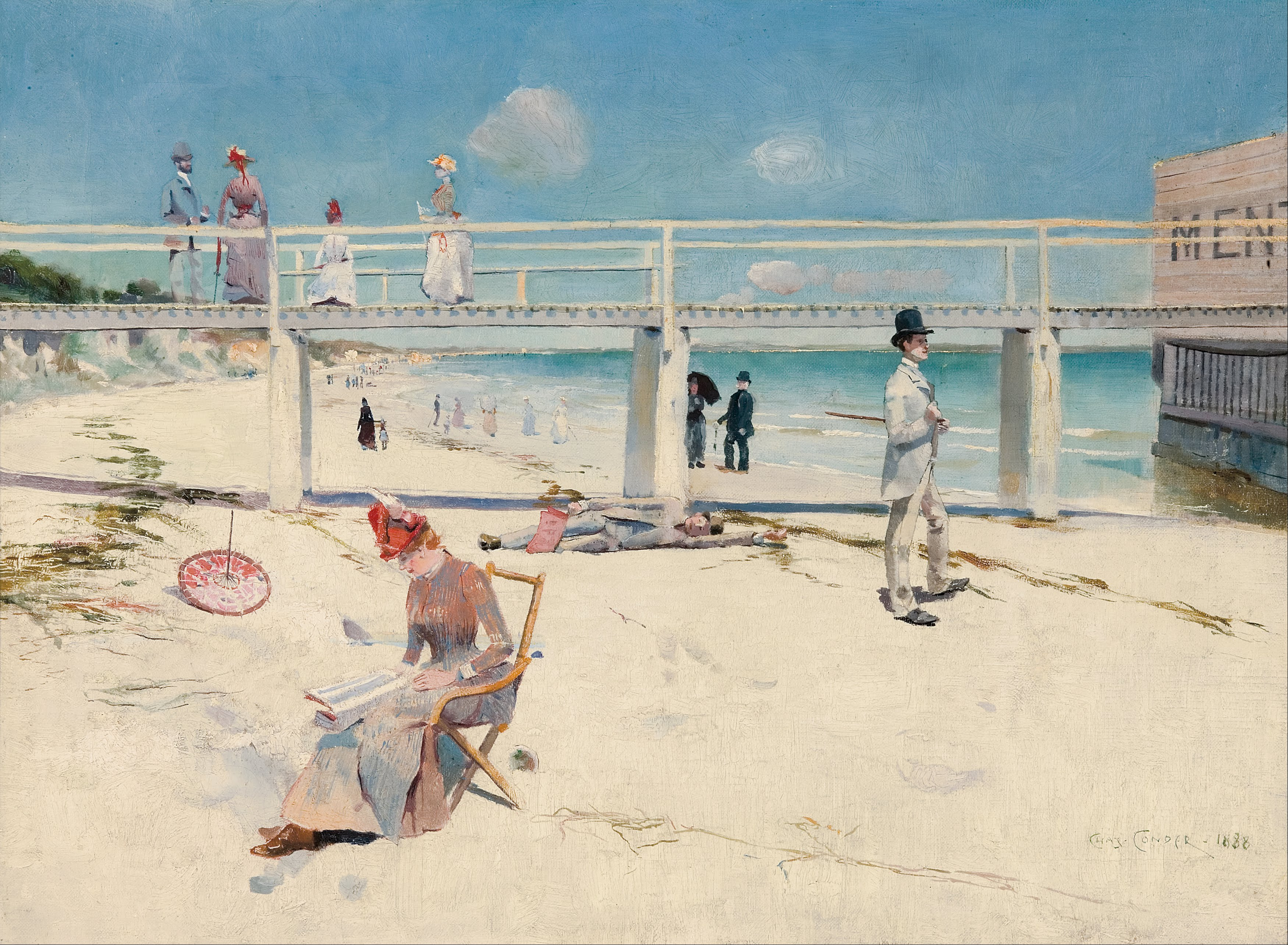
찰스 콘더, 《멘톤에서의 휴가》, 1888
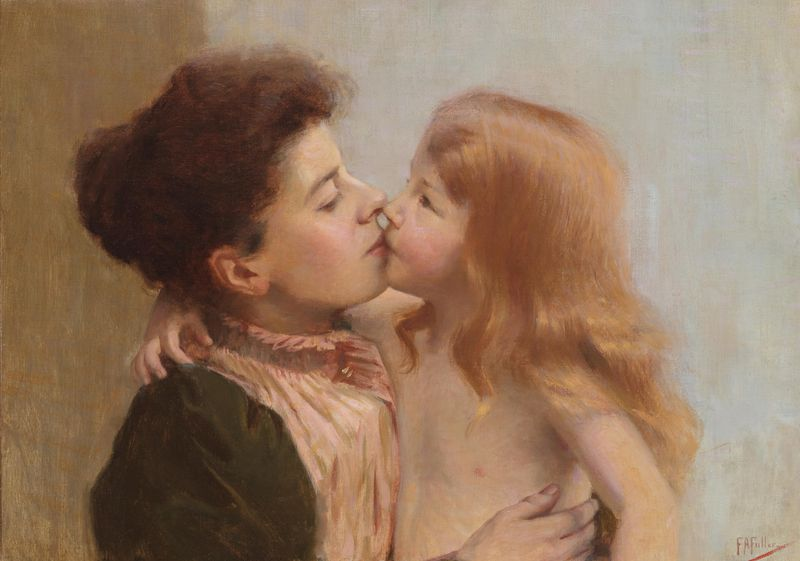
플로렌스 풀러, 《어머니와 아이》, c. 1890
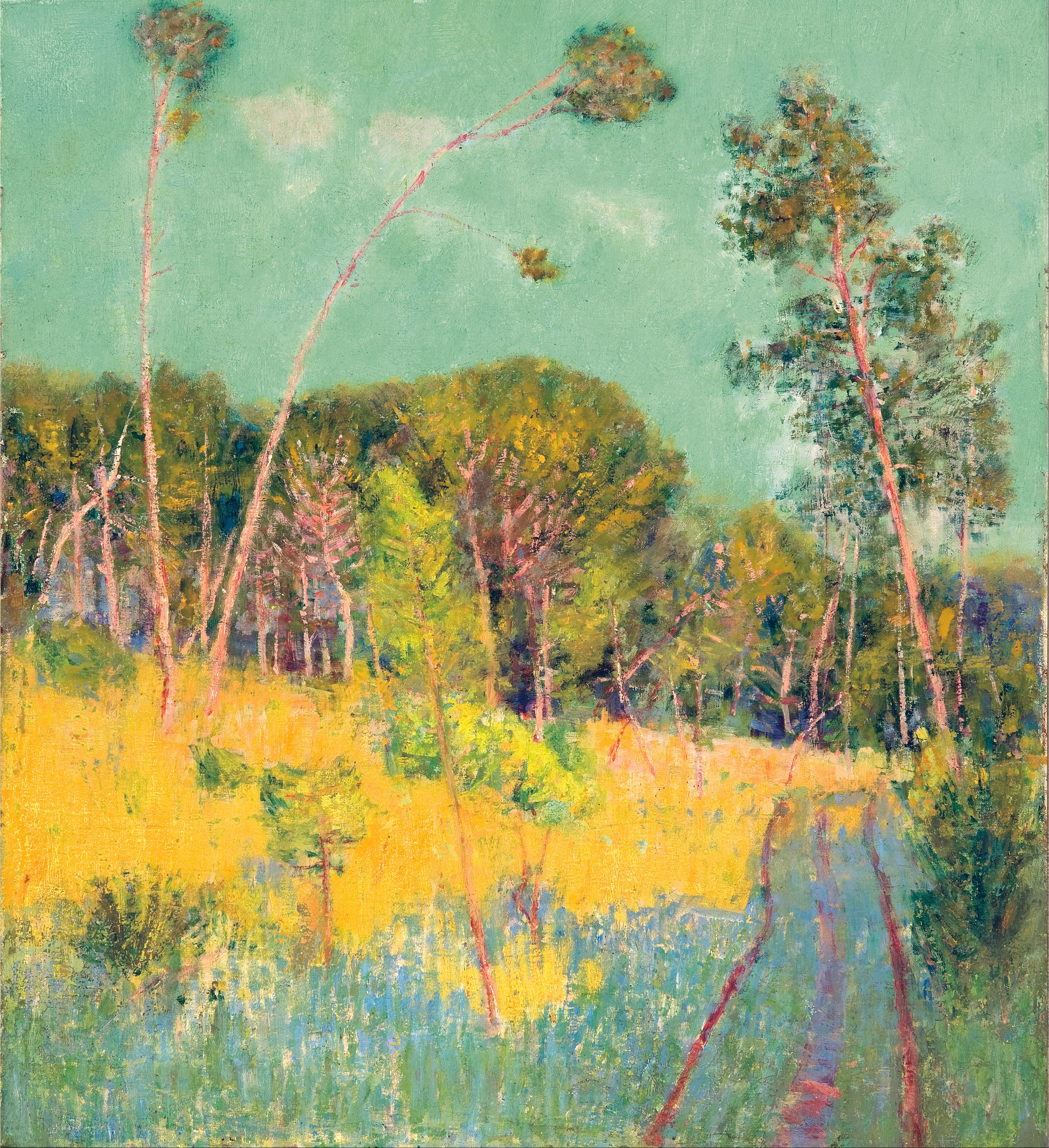
존 러셀, 《숲 속 개간지》, 1891
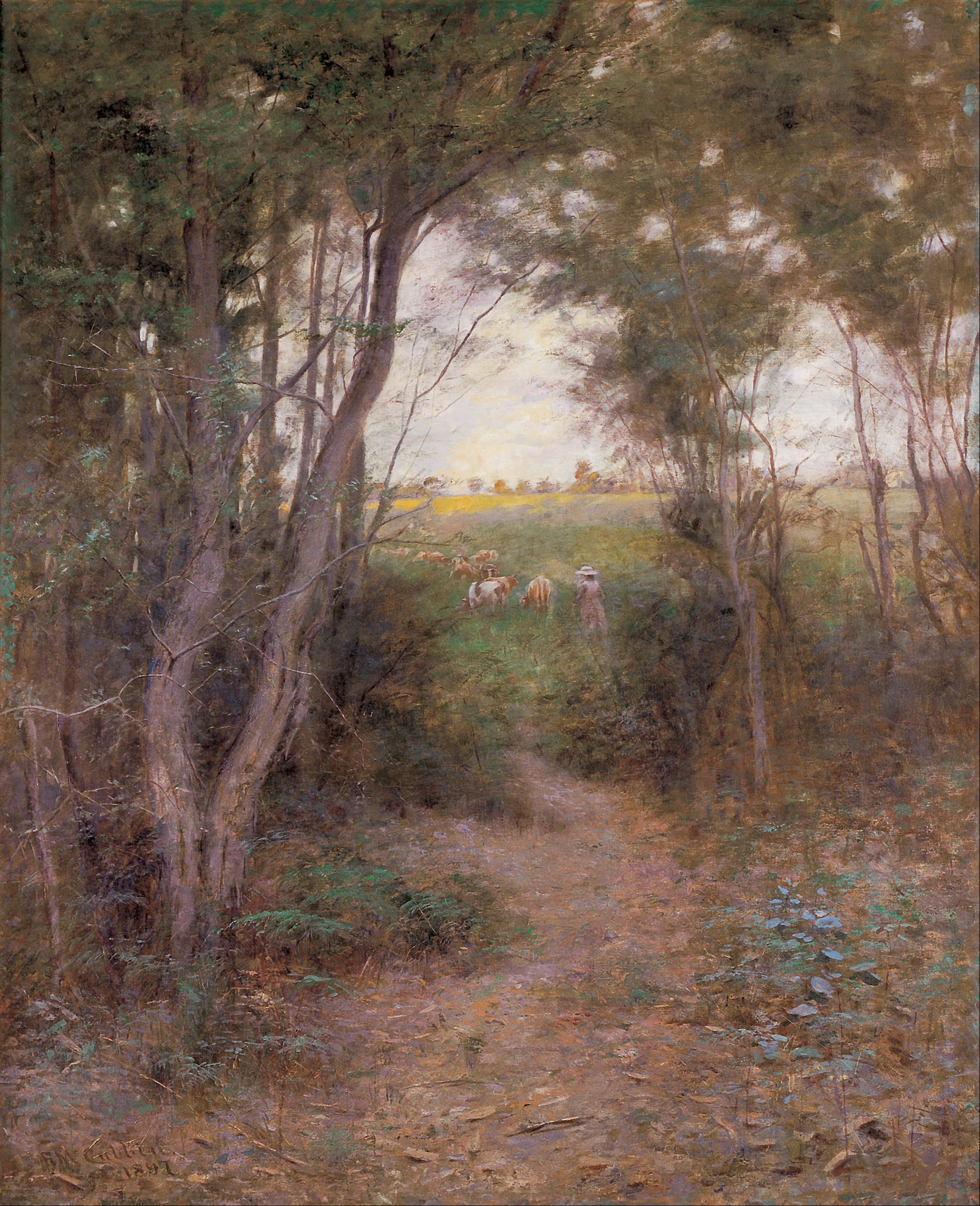
프레더릭 매큐빈, 《티-트리 글레이드》, 1897
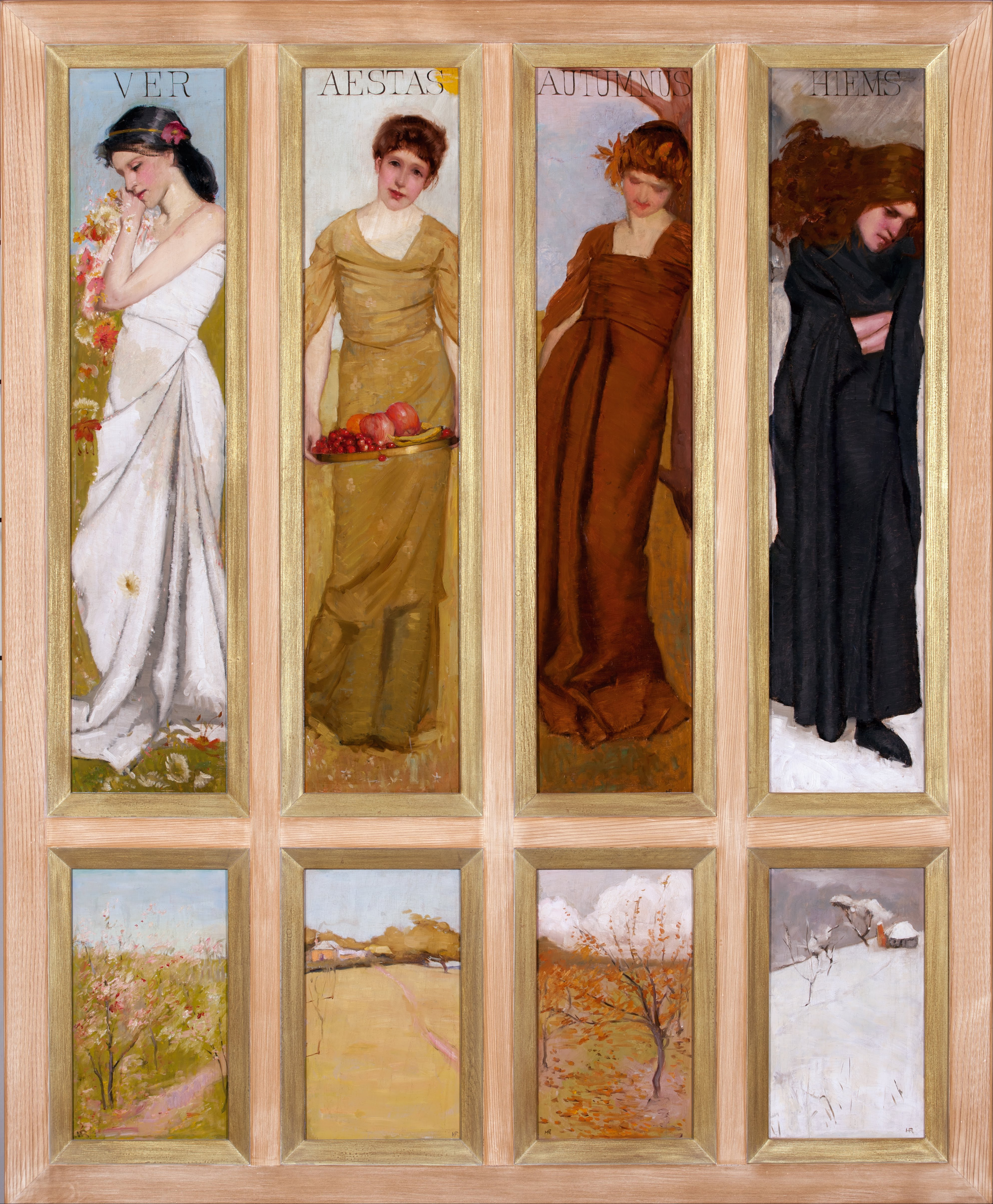
휴 램지, 《사계》, 1907
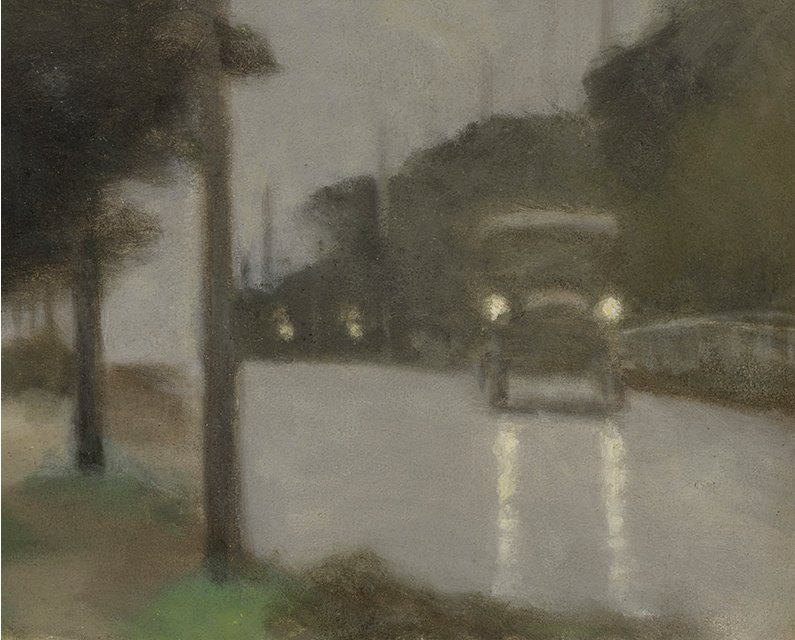
클라리스 베켓, 《자동차 불빛》, 1929

선택된 국제 작품

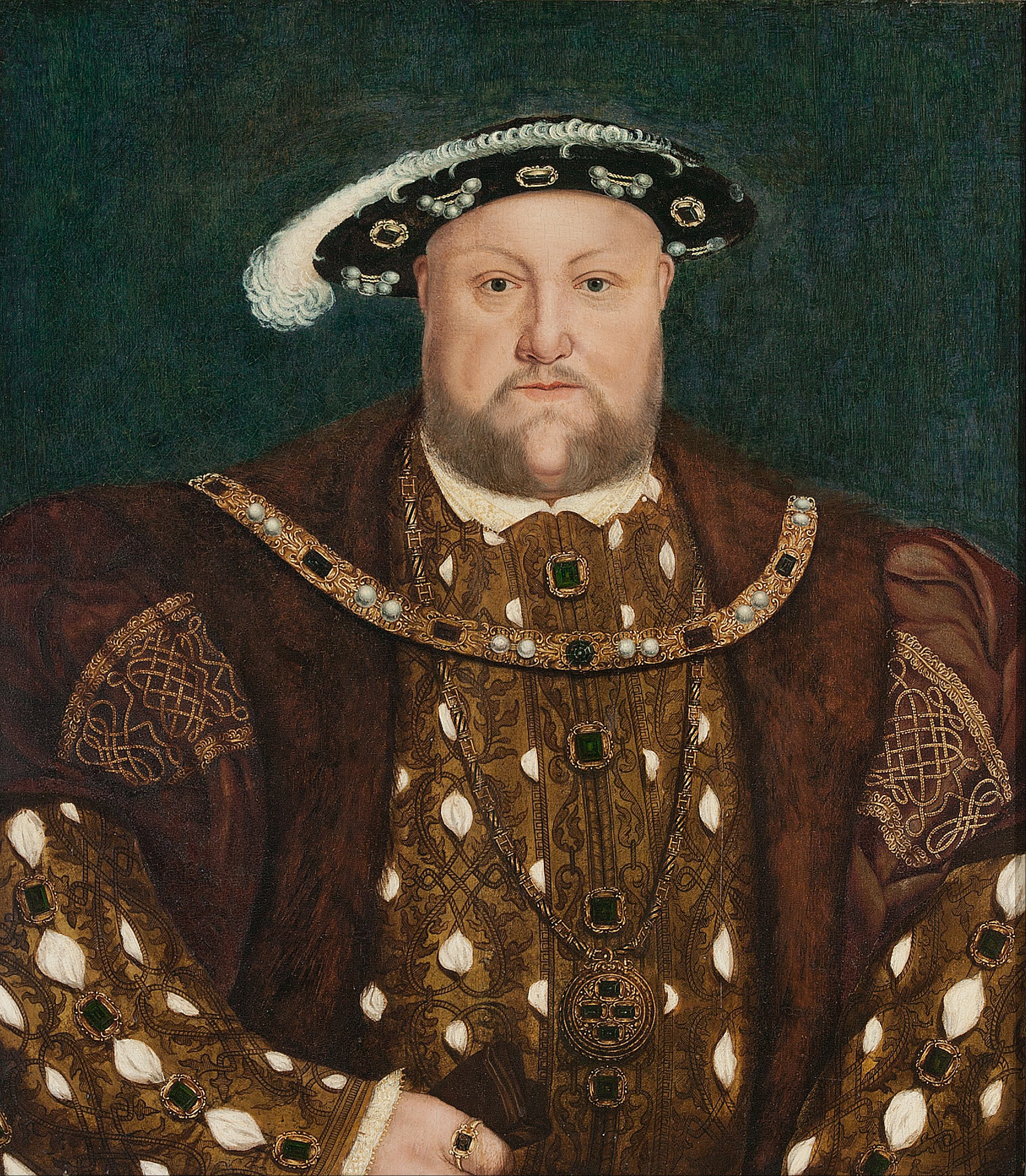
한스 홀바인 젊은이 (후), 《헨리 8세 왕》, c. 1540
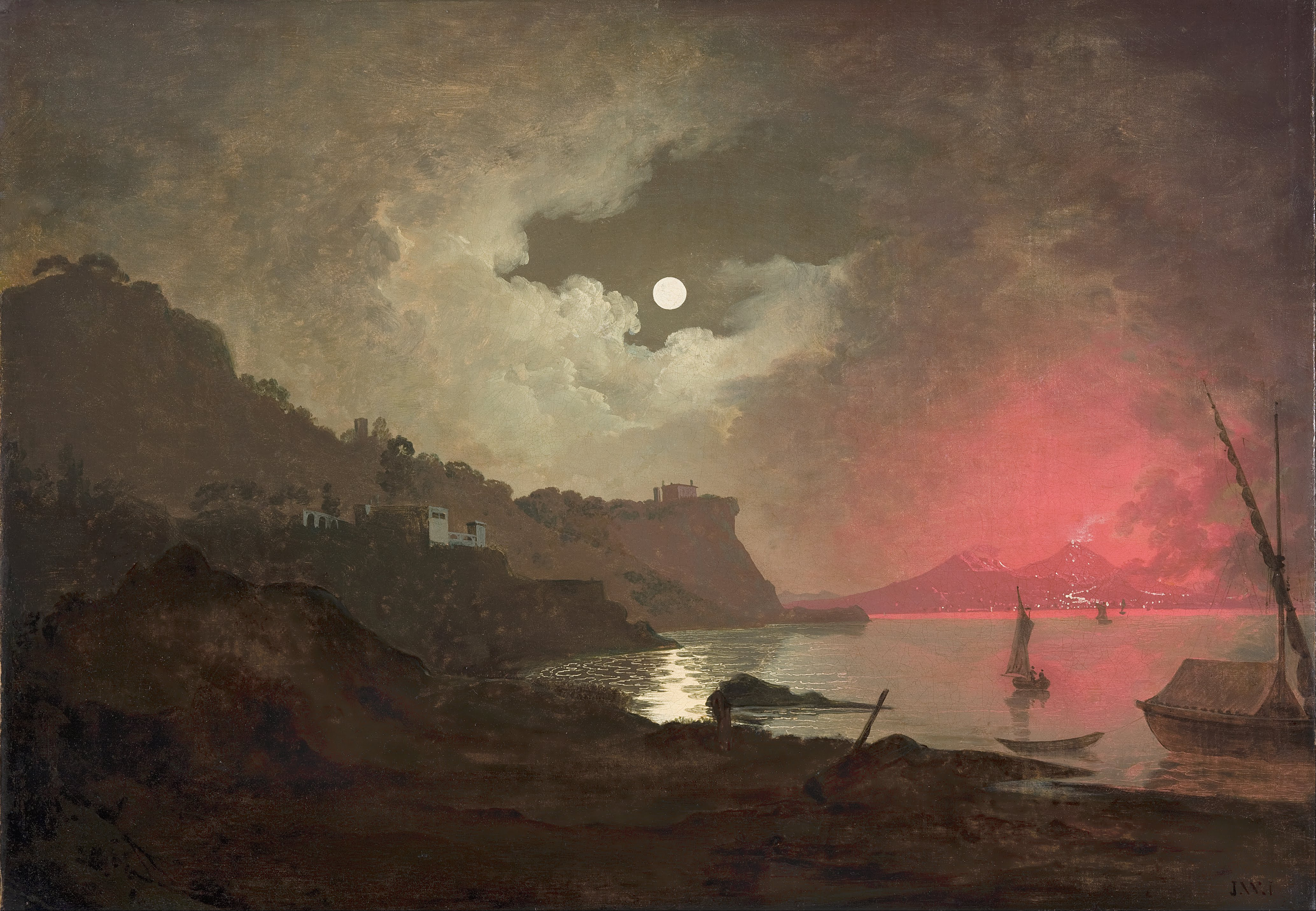
조지프 라이트 오브 더비, 《나폴리 포실리포에서 본 베수비오 화산 풍경》, c. 1788
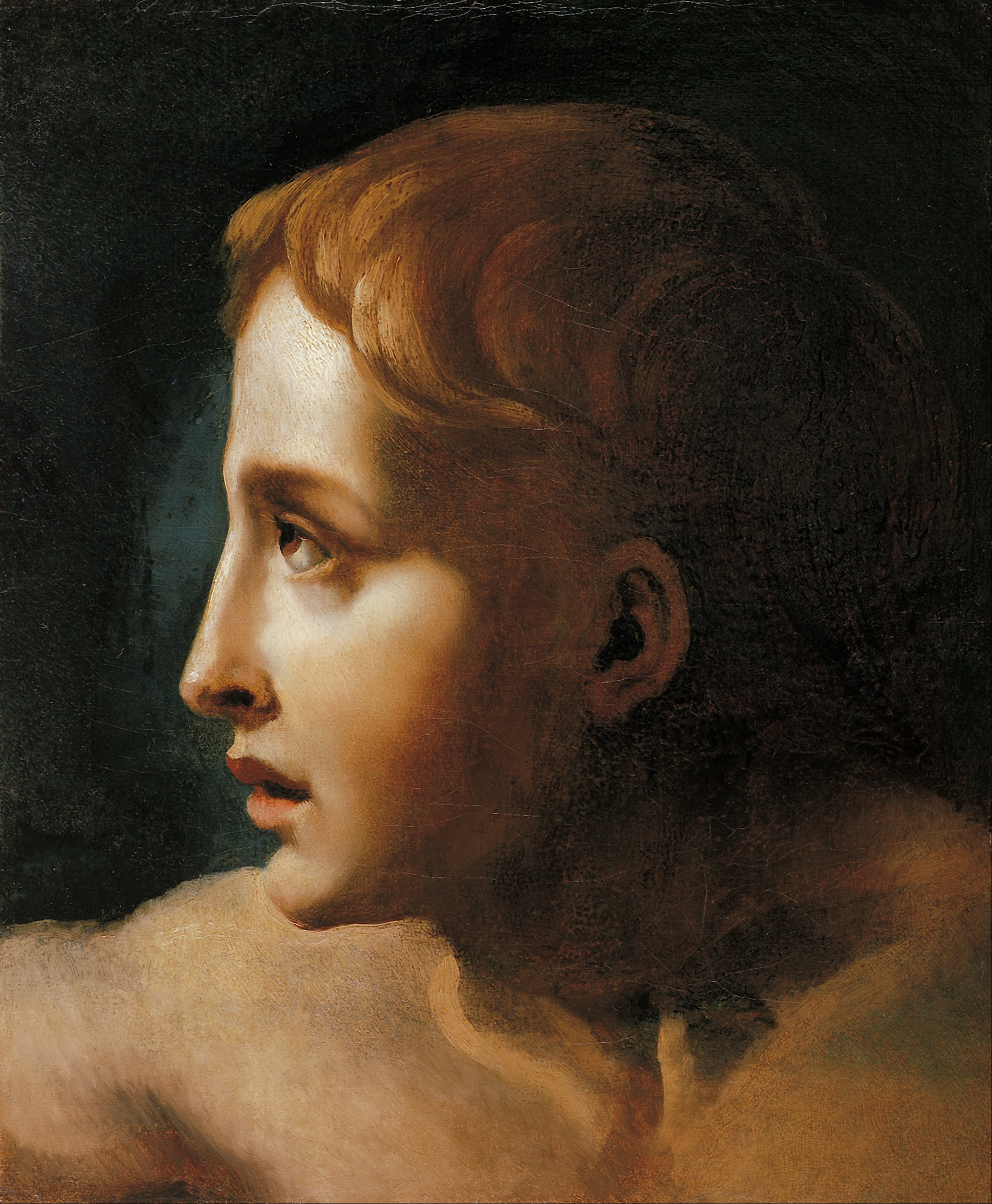
테오도르 제리코, 《청년의 머리》, c. 1821
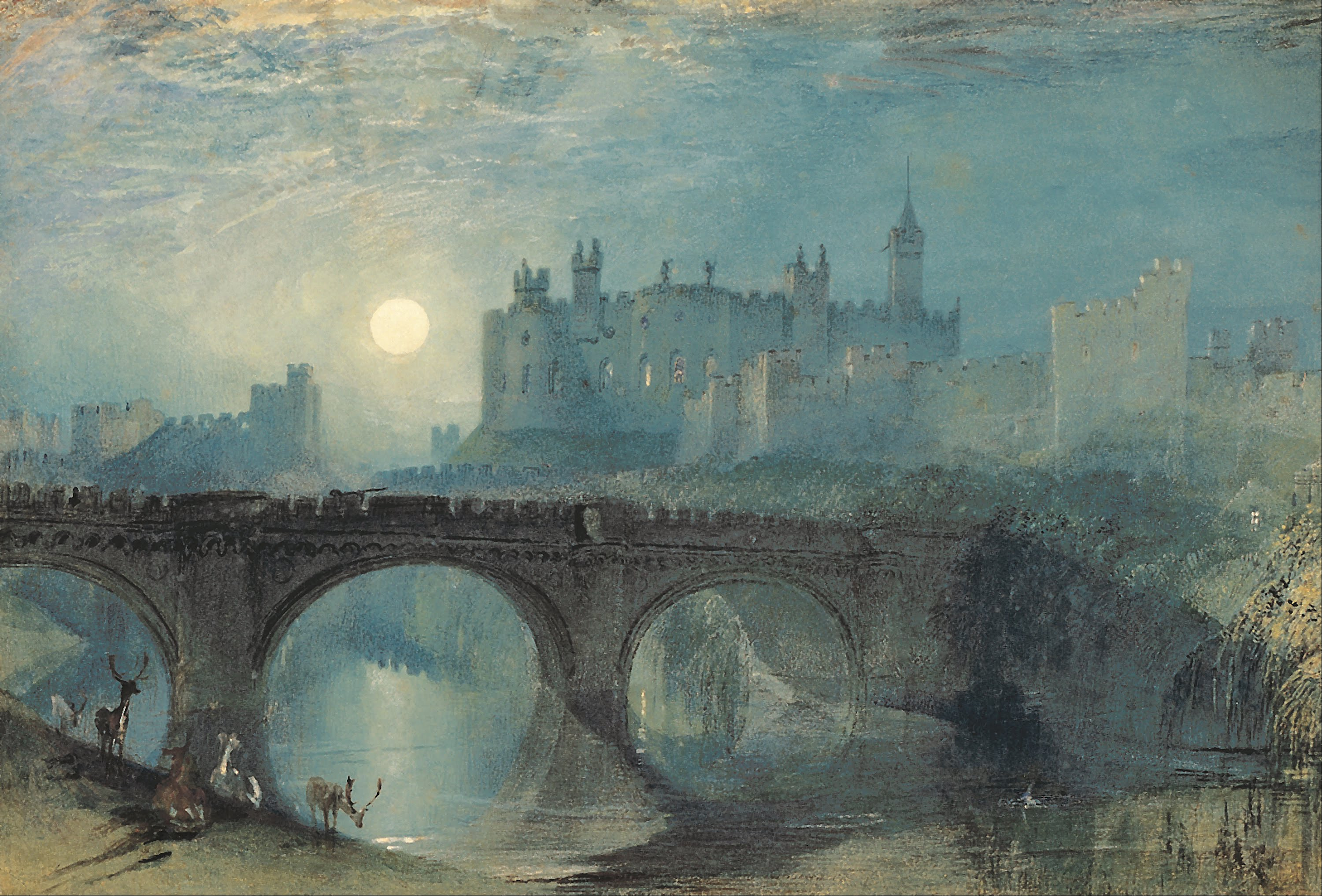
조지프 말로드 윌리엄 터너, 《알른윅 성》, 1829
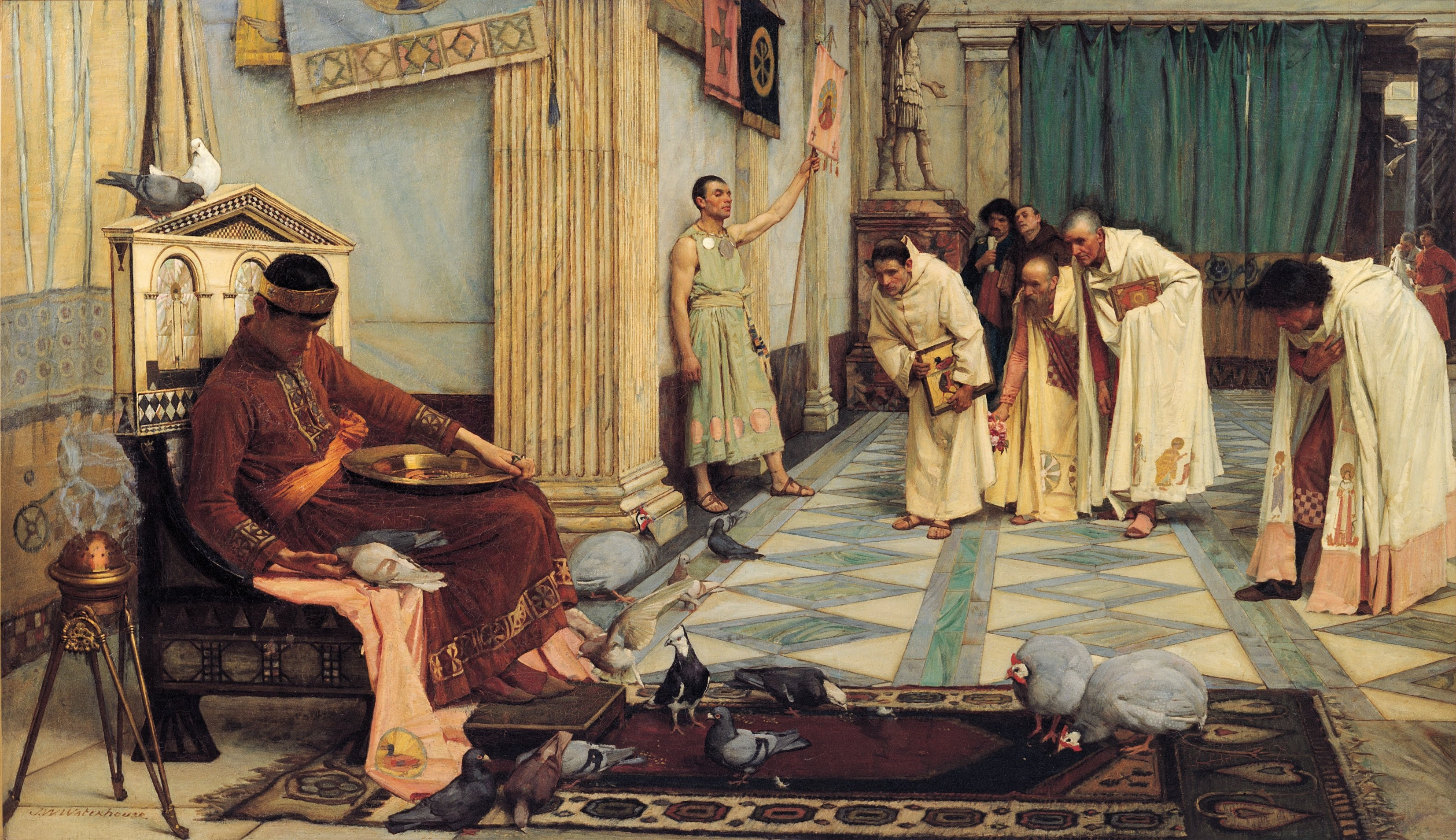
존 윌리엄 워터하우스, 《호노리우스 황제의 총신》, 1883
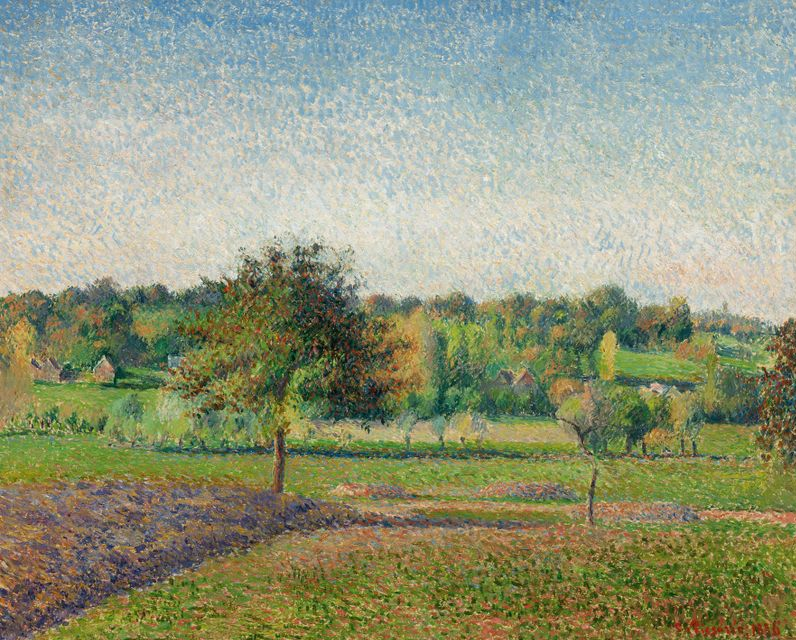
카미유 피사로, 《에라니 평원》, 1886
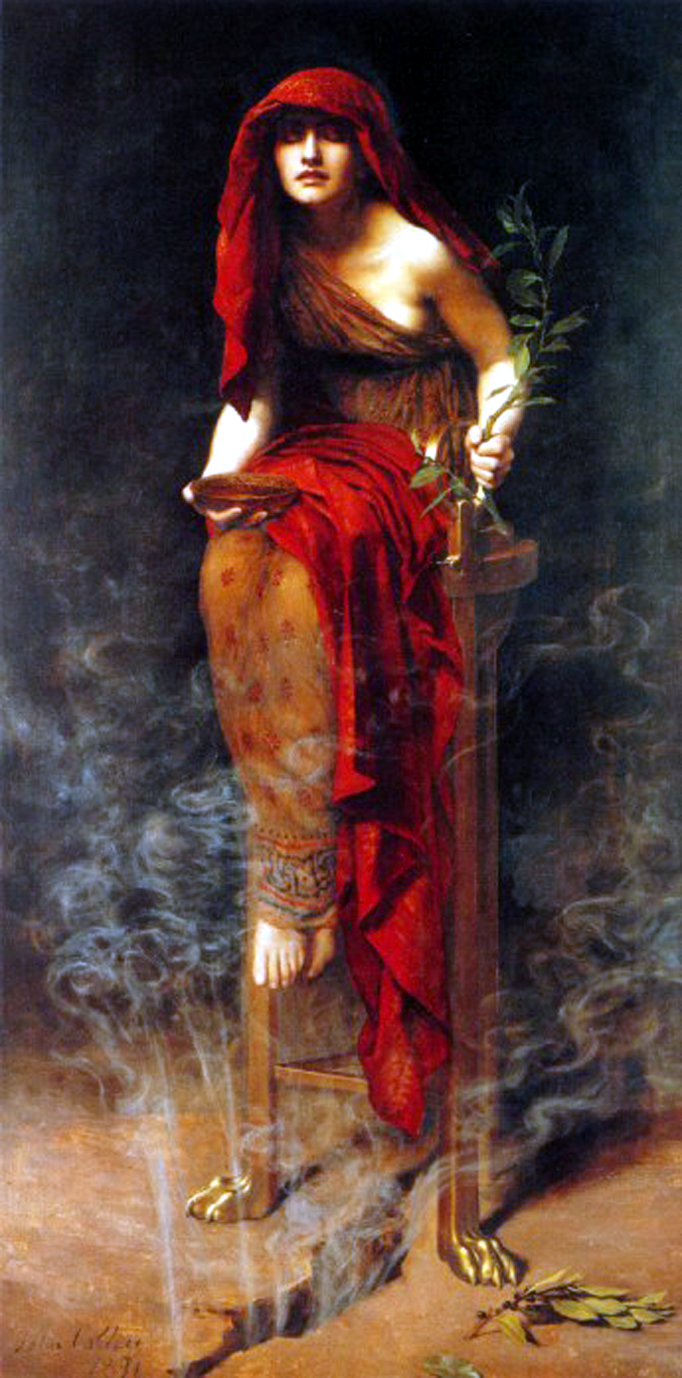
존 콜리어, 《델포이 여사제》, 1891
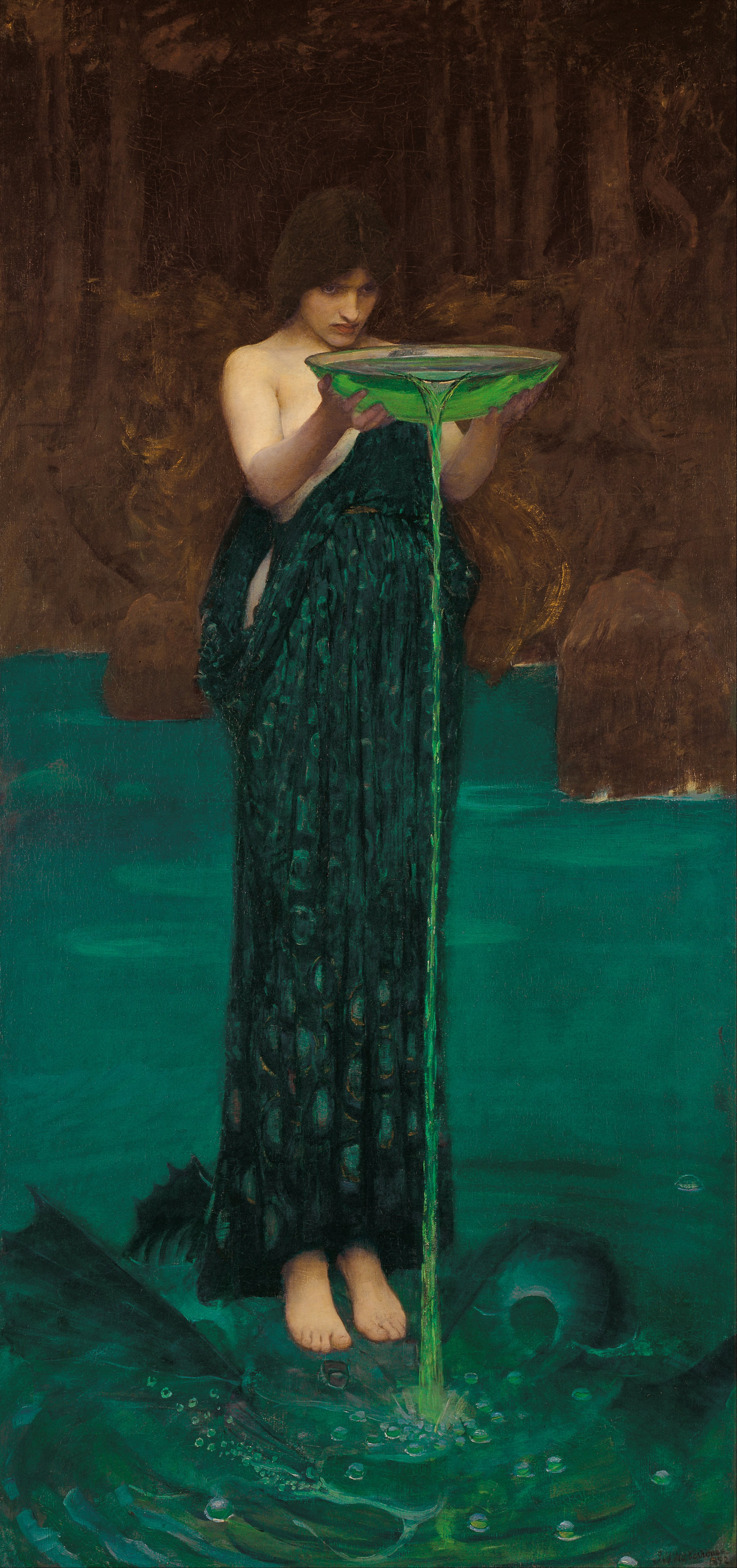
존 윌리엄 워터하우스, 《질투하는 키르케》, 1892

## 트램 정류장
노스 테라스 미술관 밖에 글레넬그 트램 노선의 BTANIC 노선에 정류장이 있으며, 애들레이드 엔터테인먼트 센터까지 운행한다.

## 내용주
1. ↑  계약자이자 세인트 피터 시장이었던 니콜라스 왈리스 트루젠 (1892년 사망)[8] 그들은 곧 사업을 접었다.[9]

## 참조주
1. 1 2  “Art Gallery of South Australia를 이끌 새로운 관장 임명” (PDF) (보도 자료). 예술부 장관 안드레아 마이클스 MP. 2024년 11월 26일. 2025년 4월 3일에 확인함.
2. 1 2 3  “사우스오스트레일리아 주립 미술관”. 《Zen》. 2021년 4월 14일에 원본 문서에서 보존된 문서. 2019년 5월 9일에 확인함.
3. ↑  Anderson, Margaret. “사우스오스트레일리아 주립 미술관”. 《SA History Hub》. History Trust of South Australia. 2019년 5월 10일에 확인함.
4. 1 2  Max Germaine (1979). 《오스트레일리아와 뉴질랜드의 예술가와 갤러리》. Lansdowne Editions. ISBN 0868320196.
5. 1 2 3 4  “미술관, 노스 테라스, 1926년 (사진)”. 《SA Memory》. 2019년 5월 9일에 확인함.
6. 1 2 3 4  “미술관”. 《Adelaidia》. 2019년 5월 9일에 확인함.
7. ↑  “새 미술관”. 《사우스오스트레일리아 레지스터》. LXIII (16,075) (사우스오스트레일리아). 1898년 5월 21일. 4면. 2020년 11월 29일에 확인함 – Trove 경유.
8. ↑  “부고”. 《사우스오스트레일리아 레지스터》 LVII (14,205) (사우스오스트레일리아). 1892년 5월 24일. 3면. 2020년 11월 29일에 확인함 – 내셔널 라이브러리 오브 오스트레일리아 경유.
9. ↑  오웬 스미스 (1924년 2월 2일). “내가 알던 일부 계약자”. 《더 옵저버 (애들레이드)》. LXXXI (6,001) (사우스오스트레일리아). 49면. 2020년 11월 29일에 확인함 – Trove 경유.
10. ↑  Barbara Cooper and Maureen Matheson, 세계 박물관 가이드, McGraw-Hill, (1973) ISBN 9780070129252
11. 1 2  “내셔널 갤러리 오브 사우스오스트레일리아 (기록 ID 36484115)”. 《Libraries Australia》. Libraries Australia Authorities - Full view. 2019년 7월 30일에 확인함.
12. ↑  “예술 갤러리법 1939, 버전: 2011.5.12” (PDF). 2011. 2021년 5월 12일에 원본 문서 (PDF)에서 보존된 문서. 2019년 7월 30일에 확인함.
13. ↑  “예술 갤러리법 1939”. 《legislation.sa》. 사우스오스트레일리아 주정부. 법무부. 2019년 7월 31일에 확인함.
14. ↑  “예술 및 문화 정보”. 《사우스오스트레일리아. 총리 및 내각 부서》. 2019년 6월 26일. 2019년 7월 27일에 확인함.
15. 1 2  터너, 브룩 (2018년 6월 8일). “‘모든 것을 바꾸겠다’: 신임 NGA 관장 닉 미체비치의 확신에 찬 야망”. 《더 시드니 모닝 헤럴드》. 2024년 5월 27일에 확인함.
16. 1 2 3  와일스미스, 조이 (2014년 5월 27일). “닉 미체비치: 혁신가이자 교육자”. 《아트라이트》. 2024년 5월 27일에 확인함.
17. ↑  오스본, 마고. "(재)신선함: 닉 미체비치 휘하의 AGSA." 《아트 먼슬리 오스트레일리아》, 240호, pp. 14–16. "프로그램, 분위기, 스타일의 변화는 절대적으로 경이롭고 뛰어나다."
18. 1 2 3  볼랜드, 미카엘라 (2018년 4월 9일). “성공적인 AGSA 임기 후 내셔널 갤러리 오브 오스트레일리아로 향하는 닉 미체비치”. 《ABC 뉴스》. 2024년 5월 27일에 확인함. 미체비치는 사우스오스트레일리아 주립 미술관을 떠나며 변화를 이끌어낸다는 평판을 남겼다.
19. ↑  “라나 데븐포트, 사우스오스트레일리아 주립 미술관을 이끌다”. 《아트포럼》. 2018년 7월 26일. 2022년 2월 10일에 확인함.
20. ↑  “관장들”. 《오클랜드 아트 갤러리》. 2022년 2월 10일에 확인함.
21. ↑  워싱턴, 데이비드 (2024년 3월 22일). “미술관 관장 라나 데븐포트, 6년 만에 사임”. 《인데일리》. 2024년 3월 23일에 확인함.
22. ↑  킨, 수지 (2024년 6월 14일). “두 번째 퇴임, 미술관 리더십의 새로운 장을 알리다”. 《인데일리》. 2024년 6월 16일에 확인함.
23. ↑  “리사 슬레이드 박사, 휴 램지 오스트레일리아 미술사 석좌 교수로 발표”. 《오스트레일리아 아트 리뷰》. 2024년 6월 15일. 2024년 6월 16일에 확인함.
24. ↑  “방문”. 《사우스오스트레일리아 주립 미술관》. 2019년 5월 9일에 확인함.
25. ↑  “애들레이드: SA 주립 미술관 확장”. 《오스트레일리아 건축》. 1996년 5월~6월. 2007년 9월 28일에 원본 문서에서 보존된 문서. 2007년 5월 19일에 확인함.
26. ↑  “린디 리: 별들의 삶”. 《AGSA - 사우스오스트레일리아 주립 미술관》. 2018년 3월 22일. 2020년 10월 11일에 확인함.
27. ↑  “별들의 삶”. 《AGSA - 온라인 컬렉션》. 2020년 10월 11일에 확인함.
28. ↑  스트레인저, 루시 (2017년 9월 26일). “린디 리”. 《아티스트 프로필》. 2020년 10월 11일에 확인함.
29. ↑  맥도날드, 패트릭 (2018년 4월 27일). “갤러리 관장을 위한 훌륭한 작별 선물”. 《애들레이드 나우》. 2020년 10월 11일에 확인함.
30. ↑  “우리의 역사”. 《사우스오스트레일리아 주립 미술관》.
31. 1 2 3  “About the collection”. 《AGSA》. 2019년 5월 10일에 확인함.
32. 1 2 3 4  “사우스오스트레일리아 주립 미술관 :: 컬렉션”. 《www.artgallery.sa.gov.au》.
33. ↑  “사우스오스트레일리아 주립 미술관, 450만 달러 프랑스 인상주의 회화 취득”. 오스트레일리아 방송 협회 뉴스. 2014년 8월 22일. 2018년 2월 5일에 확인함.
34. 1 2  “애들레이드 오스트레일리아 미술 비엔날레”. 《비엔날레 재단》. 2019년 9월 6일에 확인함.
35. ↑  “사우스오스트레일리아 주립 미술관: 전시회: 과거 전시회”. 《www.artgallery.sa.gov.au》.
36. ↑  AGSA 순회 전시 2011 보관됨 2011-11-03 - 웨이백 머신
37. ↑  “애들레이드 오스트레일리아 미술 비엔날레”. 《AGSA》. 2019년 9월 6일에 확인함.
38. ↑  “장소”. 《비엔날레 재단》. 2021년 3월 17일에 원본 문서에서 보존된 문서. 2019년 9월 6일에 확인함.
39. 1 2  르웰린, 제인 (2019년 11월 15일). “애들레이드 비엔날레 30년을 돌아보며”. 《애들레이드 리뷰》. 2019년 11월 16일에 확인함.
40. ↑  노스, 이안 (1990년 12월). “제1회 애들레이드 오스트레일리아 미술 비엔날레에 대한 비판적 평가”. 《아트링크》 10 (4). 2019년 9월 6일에 확인함.
41. ↑  멘델스존, 조애나 (2014년 3월 4일). “2014년 애들레이드 비엔날레: '본연의 현대 미술'”. 《컨버세이션》. 2019년 9월 6일에 확인함.
42. ↑  반 데르 왈트, 애니 (2016년 5월 10일). “비엔날레 2016: 실 한 줄이 관통한다”. 《애들레이드 리뷰》. 2019년 5월 9일에 확인함.
43. ↑  프로스트, 앤드류 (2018년 3월 7일). “애들레이드 오스트레일리아 예술 비엔날레 – 큰 사회 문제에 대처하는 현대 스냅샷”. 《가디언》.
44. ↑  응우옌, 저스틴 (2018년 6월 5일). “2018년 애들레이드 비엔날레 기록적인 인파를 모으다”. 《라임라이트 매거진》. 2019년 9월 6일에 확인함.
45. ↑  Nguyen, Justine (2018년 6월 5일). “The 2018 Adelaide Biennial draws record crowds”. 《Limelight Magazine》. 2019년 9월 6일에 확인함.
46. ↑  킨, 수지 (2019년 9월 6일). “몬스터 2020 애들레이드 비엔날레, 화제 일으킬 예정”. 인데일리. 2020년 11월 25일에 원본 문서에서 보존된 문서. 2019년 9월 6일에 확인함.
47. ↑  마쉬, 월터 (2019년 9월 6일). “몬스터 극장: 2020 애들레이드 비엔날레 작가 공개”. 《애들레이드 리뷰》. 2019년 9월 7일에 확인함.
48. ↑  “애들레이드 식물원 - 옛 정신병원 영안실”. 《애들레이드피디아》. 2020년 4월 9일. 2020년 6월 14일에 확인함.
49. ↑  클라크, 매디 (2020년 6월 6일). “요니 스카스의 유리 예술”. 《토요일 종이》. 2020년 6월 14일에 확인함.
50. ↑  제퍼슨, 디 (2020년 4월 5일). “침대 밑 괴물: 우리 최악의 악몽이 가장 가까운 곳에 있다는 전시회 공개”. 《ABC 뉴스》. 2020년 4월 5일에 확인함.
51. ↑  “AGSA, SA 문화 기관들과 함께 일시적으로 대중에 문을 닫다”. 《AGSA - 사우스오스트레일리아 주립 미술관》. 2020년 2월 28일. 2020년 4월 4일에 확인함.
52. ↑  “2020 애들레이드 오스트레일리아 미술 비엔날레: 몬스터 극장”. 《AGSA》. 2020년 2월 27일. 2020년 6월 14일에 확인함.
53. 1 2  노블, 켈리 (2022년 1월 18일). “호세인 발라마네시, 강력하고 시적인 국제 예술가로 기억되다”. 《글램 애들레이드》. 2022년 2월 10일에 확인함.
54. ↑  제퍼슨, 디 (2022년 4월 12일). “사우스오스트레일리아 주립 미술관의 애들레이드 비엔날레 전시회, 사우스오스트레일리아의 노예 제도 역사, 환경 파괴를 파헤치다”. 《ABC 뉴스》. 오스트레일리아 방송 협회. 2022년 4월 14일에 확인함.
55. ↑  “축제 소개”. 《2015 타르난티》. 2021년 3월 8일에 원본 문서에서 보존된 문서. 2019년 4월 26일에 확인함.
56. ↑  “타르난티: 현대 오스트레일리아 원주민 및 토레스 해협 섬사람 예술에 대한 우리의 연례 전국 행사”. 《사우스오스트레일리아 주립 미술관》. 2019년 4월 26일에 확인함.
57. ↑  데븐포트, 라나 (2021년 5월 17일). “예술 애호가 다이애나 램지의 영원한 선물”. 《인데일리》. 인 리뷰. 2021년 5월 30일에 확인함.
58. ↑  “램지의 유산”. 《Philanthropy Australia》. 2021년 5월 30일에 확인함.
59. ↑  “애들레이드 예술 후원자들의 주목할 만한 유산, 전설적인 박애에서 영감받다”. 《Philanthropy Australia》. 2019년 11월 23일. 2021년 5월 30일에 확인함.
60. ↑  “램지 미술상: 보도 자료” (PDF). 2016. 2021년 3월 9일에 원본 문서 (PDF)에서 보존된 문서. 2019년 6월 15일에 확인함.
61. 1 2  덱스터, 존 (2017년 5월 26일). “사라 콘토스, 제1회 램지 미술상 수상”. 《애들레이드 리뷰》. 2019년 6월 15일에 확인함.
62. ↑  “램지 미술상”. 《AGSA》. 2019년 6월 15일에 확인함.
63. ↑  코건, 마이클 (2017년 5월 26일). “램지 미술상, '영광스러운 여성들을 기리는' 퀼트 작품으로 작가 사라 콘토스 수상”. 《ABC 뉴스》 (오스트레일리아 방송 협회). 2019년 6월 15일에 확인함.
64. ↑  “줄리 프라거 - 램지 미술상”. 《램지 미술상》. 2018년 3월 11일에 원본 문서에서 보존된 문서. 2018년 3월 11일에 확인함.
65. ↑  “2019년 10만 달러 램지 미술상 최종 후보 발표” (PDF). AGSA. 2019. 2021년 3월 9일에 원본 문서 (PDF)에서 보존된 문서. 2019년 6월 15일에 확인함.
66. ↑  마쉬, 월터 (2019년 4월 30일). “2019년 램지 미술상 최종 후보 공개”. 《애들레이드 리뷰》. 2019년 6월 15일에 확인함.
67. ↑  “2019년 램지 미술상”. 《AGSA》. 2019년 6월 15일에 확인함.
68. ↑  스미스, 매튜 (2019년 5월 24일). “원주민 예술가 빈센트 나마티라, 10만 달러 램지 미술상 수상”. 《ABC 뉴스》 (오스트레일리아 방송 협회). 2019년 6월 15일에 확인함.
69. ↑  마쉬, 월터 (2019년 8월 9일). “램지 미술상 최종 후보 피에르 무케바, 대중이 가장 좋아하는 작가로 선정”. 애들레이드 리뷰. 2019년 8월 9일에 확인함.
70. ↑  킨, 수지 (2021년 4월 22일). “2021 램지 미술상 최종 후보 발표”. 《인데일리》. 2021년 4월 23일에 확인함.
71. ↑  “호다 아프샤르”. 《AGSA - 사우스오스트레일리아 주립 미술관》. 2021년 4월 23일에 확인함.
72. ↑  “2021 램지 미술상”. 《AGSA - 사우스오스트레일리아 주립 미술관》. 2021년 5월 17일. 2021년 5월 22일에 확인함.
73. ↑  마쉬, 월터 (2021년 5월 21일). “램지 미술상: 케이트 보후니스, 강철과 실리콘 조각으로 10만 달러 상 수상”. 《가디언》. 2021년 5월 22일에 확인함.
74. ↑  바사노, 제시카 (2021년 5월 22일). “SA '떠오르는 별', 2021 램지 미술상 수상”. 《인데일리》. 2021년 5월 22일에 확인함.
75. ↑  “2021 램지 미술상”. 《AGSA - 사우스오스트레일리아 주립 미술관》. 2021년 8월 16일에 확인함.
76. ↑  선, 마이클 (2023년 5월 26일). “2023 램지 미술상: 아이다 소피아, '깊이 감동적인' 비디오 작품으로 10만 달러 수상”. 《가디언》. 2023년 5월 26일에 확인함.
77. ↑  “2023 램지 미술상”. 《사우스오스트레일리아 주립 미술관》. 2023년 5월 27일. 2023년 8월 11일에 확인함.
78. 1 2  “길드하우스 펠로우십”. 《길드하우스》. 2023년 9월 20일. 2024년 10월 21일에 확인함.
79. ↑  “조각가 미셸 니쿠, 2024 길드하우스 펠로우십 수상”. 《인데일리》. 2024년 12월 18일. 2024년 12월 18일에 확인함.
80. ↑  “미술관 트램 정류장”. 《애들레이드 메트로》. 2024년 8월 11일에 확인함.

## 추가 문헌
- 토머스, 대니얼 (2011). “오스트레일리아 미술관: 개인적인 이야기”. 《Understanding Museums》. - "오스트레일리아 미술관: 개인 회고록" (원래 《미술사 연구 저널》, 4호, 2011년 6월에 게재) 기사의 PDF 링크 포함.